# Аміноаквеї
Аміноаквеї (лат. Aminoacuea) — безнуклеїнові білкові інфекційні агенти, що складаються лише із молекул білків. Єдиними відомим представниками є Пріони — внутрішньоклітинні паразити нейронів ссавців білкової природи. Пріоноподібні білки виявлені у дріжджів S. cerevisiae, однак, вони не спричинюють захворювань своїх господарів.
Пріони (PrPSc, від prion protein scrapie) за своєю природою є ізоформою нормального (PrPс, від prion protein cellular) білка нейрональної плазматичної мембрани. У вторинній структурі PrPс превалюють α-спіральні мотиви, натомість ізоформа PrPSc характеризується переважанням β-шарів.
Пріони нездатні до розмноження, однак відтворюються шляхом каталізу просторової перебудови нормальних гомологічних до них нейрональних білків, спричиняючи ланцюгову реакцію перетворення нормальних білків у пріонні та розвиток захворювання. Пріони потрапляють в організм через травну систему із їжею, проникають у кров і переносяться до мозку.